# Dysstroma imitaria
Dysstroma imitaria là một loài bướm đêm trong họ Geometridae.